# 埃德杜迈拉拉姆
埃德杜迈拉拉姆（Eddumailaram），是印度安得拉邦Medak县的一个城镇。总人口13584（2001年）。

## 人口
该地2001年总人口13584人，其中男性6999人，女性6585人；0—6岁人口1818人，其中男1000人，女818人；识字率76.68%，其中男性为81.93%，女性为71.10%。